# وانغ سيكونغ
وانغ سيكونغ (بالصينية: 王思聪، بالإنجليزية: Wang Sicong)، (من مواليد 3 يناير 1988) هو رجل أعمال صيني، الابن الوحيد لرجل الأعمال وانغ جيانلين. وهو رئيس مجلس إدارة شركة بروميثيوس كابيتال، وهي شركة أسهم خاصة  أسسها بمبلغ 500 مليون يوان صيني أعطاها له والده «للتجربة والخطأ». ومدير مجموعة واندا. أسس وانغ شركة لإدارة الموسيقى في عام 2015، كانت تدير العروض الترويجية الصينية لمجموعات البوب الكورية تي آرا واكسايد. كثيرا ما يطلق على وانغ على الإنترنت لقب «العازب الصيني»، أو «أغنى أبناء الصين».

## روابط خارجية
- وانغ سيكونغ على ويبو